# Onthophagus koshunensis
Onthophagus koshunensis là một loài bọ cánh cứng trong họ Bọ hung (Scarabaeidae).